# Zhaoyang

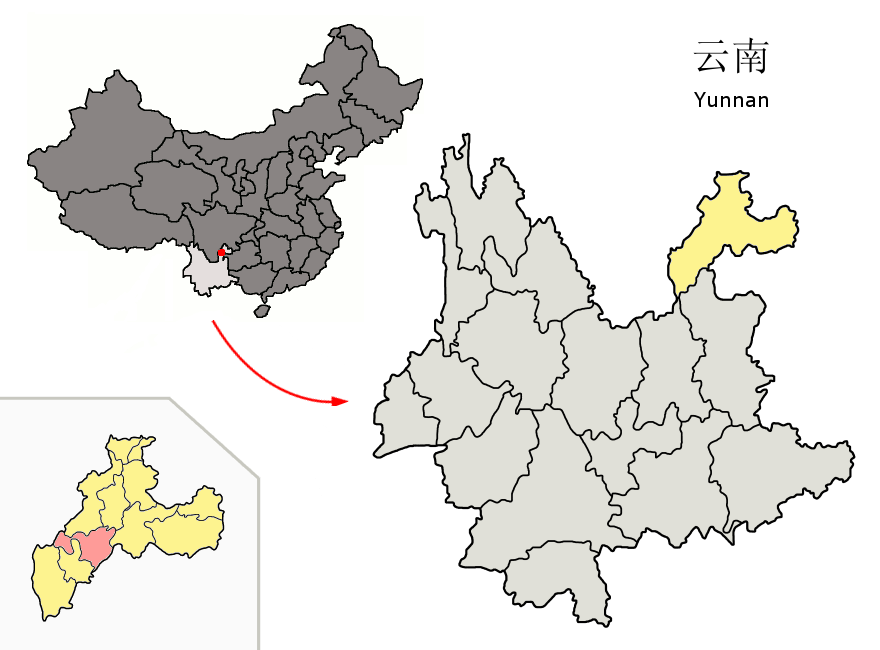
Lage des Stadtbezirks Zhaoyang (rosa) in der bezirksfreien Stadt Zhaotong (gelb)

Zhaoyang (昭阳区,  Zhāoyáng Qū) ist ein Stadtbezirk der bezirksfreien Stadt Zhaotong im Nordosten der chinesischen Provinz Yunnan an der Grenze zur Provinz Guizhou. Der Stadtbezirk hat eine Fläche von 2.163 km² und zählt 911.766 Einwohner (Stand: Zensus 2020).

## Administrative Gliederung
Auf Gemeindeebene setzt sich Zhaoyang aus drei Straßenvierteln, drei Großgemeinden und vierzehn Gemeinden (davon vier Nationalitätengemeinden) zusammen. 